# Gesang Martohartono
Gesang Martohartono, souvent appelé Gesang (né le 1er octobre 1917 à Surakarta, Indes orientales néerlandaises, et mort le 20 mai 2010 à Surakarta, Indonésie) est un célèbre auteur-compositeur-interprète indonésien. Il est en particulier connu pour sa chanson Bengawan Solo, reprise en 2000 dans le film In the Mood for Love.

## Biographie
Gesang est né à Surakarta, une ville de la province indonésienne de Java central. Son père possédait un atelier de batik, plongeant sa famille dans la pauvreté[pourquoi ?]. Gesang, musicien autodidacte, aida alors les siens en composant des chansons et en les jouant dans des événements locaux.
En 1940, durant l'occupation japonaise des Indes néerlandaises, il composa sur une flûte un air dans le style keroncong, tradition musicale locale qui combine une progression harmonique javanaise avec des mélodies, chants et arrangements occidentaux. Ce style prend sa source dans l'influence portugaise sur la région au XVIIe siècle : il avait à cette époque une réputation sulfureuse et était tenu pour la musique des pauvres. Quant aux paroles, Gesang se tourna vers le fleuve Solo, le plus long cours d'eau javanais et le plus important pour l'agriculture et le commerce. Pour Gesang, il semblait représenter la permanence de la culture javanaise en ces temps troublés. Bengawan Solo devint vite populaire au sein de la communauté javanaise et obtint une audience nationale grâce à sa diffusion sur les radios. Elle fut même appréciée par des membres de l'armée d'occupation, qui traduisirent les paroles en japonais, ainsi que par des prisonniers des camps d'internement, principalement des Néerlandais qui parlaient indonésien : les paroles simples et nostalgiques et la mélodie populaire parlaient autant au résident de longue date qu'au militaire loin de chez lui. À la fin de la guerre, les soldats de l'Armée impériale japonaise ramenèrent la chanson chez eux et, dans la période sombre qui suivit la défaite, elle convenait à l'humeur des Japonais et devint vite un tube après que des chanteurs connus en aient fait des enregistrements, à commencer par Toshi Matsuda en 1947. Pour beaucoup de Japonais, elle représentait ce qu'était la musique indonésienne, et beaucoup croyaient que c'était une chanson traditionnelle. De nombreuses autres versions furent enregistrées dans d'autres pays asiatiques, et elle a été constamment réinterprétée dans le monde entier depuis lors.
Gesang resta dans sa ville natale, continuant à composer et à chanter. Sa renommée perdura et il fut regardé comme une figure importante du keroncong, qui a gagné en respectabilité, et est même parfois perçu comme dépassé.

## Chansons
- Bengawan Solo
- Jembatan Merah
- Pamitan
- Caping Gunung
- Ali-ali
- Andheng-andheng
- Luntur
- Dongengan
- Saputangan
- Dunia Berdamai
- Si Piatu
- Nusul
- Nawala
- Roda Dunia
- Tembok Besar
- Seto Ohashi
- Pandanwangi
- Impenku
- Kalung Mutiara
- Pemuda Dewasa
- Borobudur
- Tirtonadi
- Sandhang Pangan
- Kacu-kacu

## Sources
- (en) Cet article est partiellement ou en totalité issu de l’article de Wikipédia en anglais intitulé « Gesang Martohartono » (voir la liste des auteurs).

- (id) Cet article est partiellement ou en totalité issu de l’article de Wikipédia en indonésien intitulé « Gesang » (voir la liste des auteurs).